# Viaduc de la Rivière-Saint-Sauveur
Le viaduc de la Rivière-Saint-Sauveur est un pont en arc à deux articulations d'environ 275 mètres de longueur situé sur la commune de La Rivière-Saint-Sauveur dans le département du Calvados en France. Il est traversé par l'autoroute française A29.
Il se situe à 2 kilomètres au sud du pont de Normandie.